# ロタール1世 (フランク王)
ロタール1世（ドイツ語: Lothar I.、フランス語: Lothaire Ier、795年 - 855年9月29日）は、フランク王国の国王（在位：840年 - 855年）、ローマ皇帝（在位：813年 - 855年）。840年までは父ルートヴィヒ1世の共同で帝位を保持した。フォントノワの戦いで敗れて兄弟に東西の領土を割譲した843年以降は、実質的に中フランク国王である。

## 生涯

### 父の帝位継承
795年にカール大帝の息子ルートヴィヒ（のちのルートヴィヒ1世）と最初の妻エルマンガルド・ド・エスベイの間の長男として生まれた。すなわちカール大帝の孫にあたる。祖父カール大帝は、この5年後にあたる800年、ローマ教皇レオ3世からローマ皇帝の冠を授かった（カールの戴冠）。
フランク族の伝統に従い、カール大帝はその領土を分割相続する手筈を整えた。ところが息子が相次いで没したため、ロタールの父ルートヴィヒが単独相続することになった。カール大帝が没した814年、ロタールは父からバイエルンの支配を任された。
父ルートヴィヒ1世は敬虔王の異名を持ち、宮廷内の粛正を図るなど敬虔、厳格な人物であった。その彼は、817年聖木曜日にアーヘンの王宮の一部が崩壊し負傷したことを、死の訪れという神の意志と判断し、同年7月「帝国継承令（Ordinatio imperii）」を発布し、3人の息子への帝国分割を定めた（結局、ルートヴィヒはその後23年間も長生きする）。

### 兄弟間での確執
こうした経緯で長男のロタールは、アーヘンにて共同皇帝として父ルートヴィヒにより戴冠され、父とともに帝位についた。ルートヴィヒの次男ピピンはアキタニア王、三男ルートヴィヒ（のちの東フランク国王ルートヴィヒ2世 ）はバイエルンを任された（ただし、ルートヴィヒの死後はロタールのものになるとされた）。さらに818年、それまでイタリアを支配してきたベルンハルト（イタリア王ピピンの庶子）が前年の継承令に対する不満から反乱を起こして刑死し、ロタールはイタリア王の地位を手に入れた。その後、父ルートヴィヒによる異母弟シャルル（後の西フランク国王シャルル2世）に対する領土分割への不満から、ロタールは単独の帝位を狙って幾度か父ルートヴィヒに反乱を起こすことになるが、838年の次弟ピピンの死を契機として、翌839年にヴォルムスで帝国をロタールとシャルルとの間で分割することが決められ、解決が図られた。840年6月20日、父ルートヴィヒ1世はフランクフルト近郊で死去し、単独の皇帝となった。
「カールの戴冠」によって復興した「西ローマ帝国」（カロリング帝国）は、宗教的権威の中心ローマと、政治的権力の中心アーヘンという、いわば2つの中心を持つ帝国であった。ロタールは、そのローマとアーヘンを結ぶライン川、モーゼル川流域などの支配を強化しようとしたが、これが兄弟同士の激しい抗争をもたらす。
当時、父ルートヴィヒの2番目の妻の息子であったシャルルがフランク王国西部で勢力を伸ばしていた。そのシャルルと、バイエルンなどを支配していた三弟のルートヴィヒが、兄のこれ以上の権力強化を懸念して叛旗を翻すことになった。ロタール側には、次弟アキタニア王ピピンの子でアキタニアを支配し、シャルルと対立していたピピン（2世）がついた。すなわち、シャルルとルートヴィヒ対ロタールという兄弟争いの構図が形成された。

### フォントノワの戦い
841年6月、オセール近郊のフォントノワで、兄弟同士の熾烈な戦闘が展開され、多くの戦士たちが命を失った。この時の犠牲の大きさが、ノルマン人に対する西欧の抵抗力を弱めたとする指摘すらある。この戦いで勝利したのは、シャルルとルートヴィヒであった。
まもなく初代西フランク国王となるシャルルと、初代東フランク国王になるルートヴィヒは、ストラスブール（シュトラスブルク）で、互いに協力し合う誓約を842年に交わした。これは、「ストラスブールの宣誓」と称される。
こうして、ロタールは三弟、異母弟との妥協を余儀なくされ、842年6月15日にブルグント（ブルゴーニュ）のマコンで和平が成立した。その後、領土分割などをめぐっての数度の協議を経て、843年にヴェルダンで最終的な承認がなされた（ヴェルダン条約）。

### フランク王国の分裂
ヴェルダン条約では、3人の兄弟それぞれがフランク人の王であることが確認された。これをもってフランク王国は正式に、西フランク王国・東フランク王国・中フランク王国へと分裂した。
855年、皇帝ロタール1世は、自らの死が目前であることを悟る。そして、長男ルートヴィヒ2世（ロドヴィコ2世、ロタールの弟である東フランク王のルートヴィヒ2世とは異なるので注意）に皇帝の称号とイタリア、次男のロタール2世にロタリンギア（ロレーヌ）など、三男のシャルル（カール）にプロヴァンスなどを分割相続した。こうして中フランク王国が三分された結果、フランク王国は5つにまで分裂した。ロタール1世はこの決定から数日後の9月29日、プリュム修道院にて死去した。ロタール1世のあと皇帝位を継いだルートヴィヒ2世は、皇帝としての実権を持つことができなかった。

## 子女
ロタールは821年、トゥール伯ユーグの娘エルマンガルド（? - 851年）と結婚した。
- ロドヴィコ2世（825年 - 875年） - ローマ皇帝　イタリア王
- ヒルトルード（826年 - 865年） - スポレート公ベレンガーリオと結婚
- エルマンガルド（イルムガルト）（825年頃 - 849年） - マーズガウ伯ギゼルベルト（レニエ家）と結婚
- ベルタ（830年頃 - 852年） - アヴェネイ女子修道院長
- ギーゼラ（830年頃 - 856年） - ブレシアのサン・サルヴァトーレ女子修道院長
- ロタール2世（835年 - 869年） - ロタリンギア国王
- ロトルード（836年 - 882年） - ナント伯ランベール2世（ヴィドー家）と結婚
- シャルル（845年 - 863年） - プロヴァンス国王

庶子が1人いる。
- カールマン（? - 853年）